# Carte à gratter (enfants)
 (signalé en juillet 2025).
Si vous disposez d'ouvrages ou d'articles de référence ou si vous connaissez des sites web de qualité traitant du thème abordé ici, merci de compléter l'article en donnant les références utiles à sa vérifiabilité et en les liant à la section « Notes et références ».
- Archive Wikiwix
- Bing
- Cairn
- DuckDuckGo
- E. Universalis
- Gallica
- Google
- G. Books
- G. News
- G. Scholar
- Persée
- Qwant
- (zh) Baidu
- (ru) Yandex

Pour les articles homonymes, voir Carte à gratter.
La carte à gratter est une activité manuelle pour les enfants.
Une feuille de papier cartonné est coloriée au crayon de couleur, de façon unie, ou multicolore, sans motif particulier. On enduit la feuille de cire froide (en frottant une bougie) puis de gouache noire non diluée. Lorsque la peinture est sèche, on gratte certaines zones, à l'aide d'un instrument pointu, pour faire apparaître la couleur, en dessinant des motifs.